# Gare de Kintetsu-Yokkaichi
La gare de Kintetsu-Yokkaichi (近鉄四日市駅, Kintetsu-Yokkaichi-eki) est une gare ferroviaire de la ville de Yokkaichi, dans la préfecture de Mie au Japon. Elle est exploitée par les compagnies Kintetsu et Yokkaichi Asunarou Railway (sous le nom d'Asunarou Yokkaichi).

## Situation ferroviaire
La gare de Kintetsu-Yokkaichi est située au point kilométrique (PK) 41,9 de la ligne Kintetsu Nagoya. Elle marque le début des lignes Yunoyama et Utsube.

## Historique
La gare a été inaugurée le 24 septembre 1913.

## Service des voyageurs

### Accueil
La gare dispose d'un bâtiment voyageurs, avec guichets, ouvert tous les jours.

### Desserte

#### Kintetsu
- Ligne Kintetsu Nagoya :
  - voies 1 et 2 : direction Tsu, Ise-Nakagawa, Kashikojima et Osaka-Namba
  - voies 3, 4 et 5 : direction Kuwana et Nagoya
- Ligne Kintetsu Yunoyama :
  - voies 5 et 6 : direction Yunoyama-Onsen

#### Yokkaichi Asunarou Railway
- Ligne Utsube :
  - voie 9 : direction Utsube
  - voie 10 : direction Nishihino (ligne Hachiōji)